# Leptocentrus ustus
Leptocentrus ustus är en insektsart som beskrevs av Buckton. Leptocentrus ustus ingår i släktet Leptocentrus och familjen hornstritar. Inga underarter finns listade i Catalogue of Life.